# 오픈AI o4-mini
오픈AI o4-mini(OpenAI o4-mini)는 오픈AI가 개발한 GPT (언어 모델) 모델이다. 2025년 4월 16일, o4-mini 모델은 모든 챗GPT 사용자(무료 사용자 포함)뿐만 아니라 챗 완료 API 및 응답 API를 통해 출시되었다.
또한, 오픈AI는 유료 챗GPT 사용자에게만 제공되는 o4-mini-high 모델을 출시했다. 이 고급 모델은 더 높은 응답 정확도와 더 빠른 처리 시간 등 향상된 기능을 제공한다.
이전 모델과 달리 o4-mini는 텍스트와 이미지를 모두 처리할 수 있다. 또한 "사고의 사슬(chain-of-thought)" 단계에서 화이트보드 스케치를 분석하는 것과 같은 작업을 수행할 수 있다.
o4-mini API 제공업체에 따르면, 이 모델은 유틸리티가 수요를 예측하고 인프라 데이터를 분석하여 다양한 분야의 의사결정을 향상시키고, 의료 기록 및 진단 추출 및 해석을 통해 의료 분야를 지원하며, 자동화된 문서 분석 및 데이터 처리를 통해 실시간 규제 준수 및 위험 평가로 금융 기관을 지원하도록 설계되었다.